# わたり病院
わたり病院（わたりびょういん）は、福島県福島市渡利にある医療機関である。福島医療生活協同組合が運営を行っている。
正式名称は、医療生協わたり病院。

## 概要
救急告示病院である。厚生労働省臨床研修指定病院(基幹型)。公益財団法人日本医療機能評価機構認定病院(病院評価結果は3rdG:Ver.1.0(2015年8月7日認定、2020年8月6日認定有効期限))。NPO法人卒後臨床研修評価機構認定証発行病院。
全日本民主医療機関連合会(民医連)に加盟している。

## 沿革
(この節の出典)
- 1974年（昭和49年） - 渡利診療所開設。
- 1975年（昭和50年） - 医療生協わたり病院に改称し病床(42床)を所持。
- 1978年（昭和53年） - 救急病院輪番制参加。
- 1986年（昭和61年） - 196床に増床。
- 1982年（昭和57年） - 救急病院指定。
- 2013年（平成25年） - 福島県北部初の緩和ケア病棟設立。

## 診療科目
| - 内科 - 消化器内科 - 循環器内科 - 糖尿病内科 - 神経内科 - 外科 - 消化器外科 - 血管外科 - 小児科 - 婦人科・女性外来 - 心療内科・精神科 - リハビリテーション - 緩和ケア科 |

## 認定・指定
(この節の出典)
- 保険医療機関
- 生活保護法指定医療機関
- 労災保険指定医療機関
- 結核指定医療機関
- 指定自立支援医療機関（更生医療）
- 指定自立支援医療機関（精神通院医療）
- 精神保健指定医の配置されている医療機関
- 身体障害者福祉法指定医の配置されている医療機関
- 原子爆弾被害者一般疾病医療取扱医療機関
- 臨床研修指定病院
- 特定疾患治療研究事業委託医療機関
- 指定小児慢性特定疾病医療機関
- 母体保護法指定医の配置されている医療機関
- 無料低額診療事業実施医療機関
- 在宅療養支援病院
- NPO法人卒後臨床研修評価機構認定病院[7]
- 公益財団法人日本医療機能評価機構認定病院[8]
- このほか、各種法令による指定・認定病院であるとともに、各学会の認定施設でもある。

## 交通アクセス
- 福島駅前より福島交通「渡利北回り線」、または「渡利南回り線」乗車「わたり病院前」降車後徒歩1分
- 無料送迎バスあり[9]

## 周辺
- 福島市わたりふれあいセンター
- 岩崎町簡易郵便局
- 阿武隈川

## 関連施設
- 生協いいの診療所 - 福島市飯野町字後川27-2(内科)

- ふれあいクリニックさくらみず - 福島市笹谷字塗谷地20-1(内科,呼吸器科,消化器科,循環器科,小児科)